# Gorenja Žetina
Gorenja Žetina – wieś w Słowenii, w gminie Gorenja vas-Poljane. W 2018 roku liczyła 59 mieszkańców.